# Leopold Pospíšil

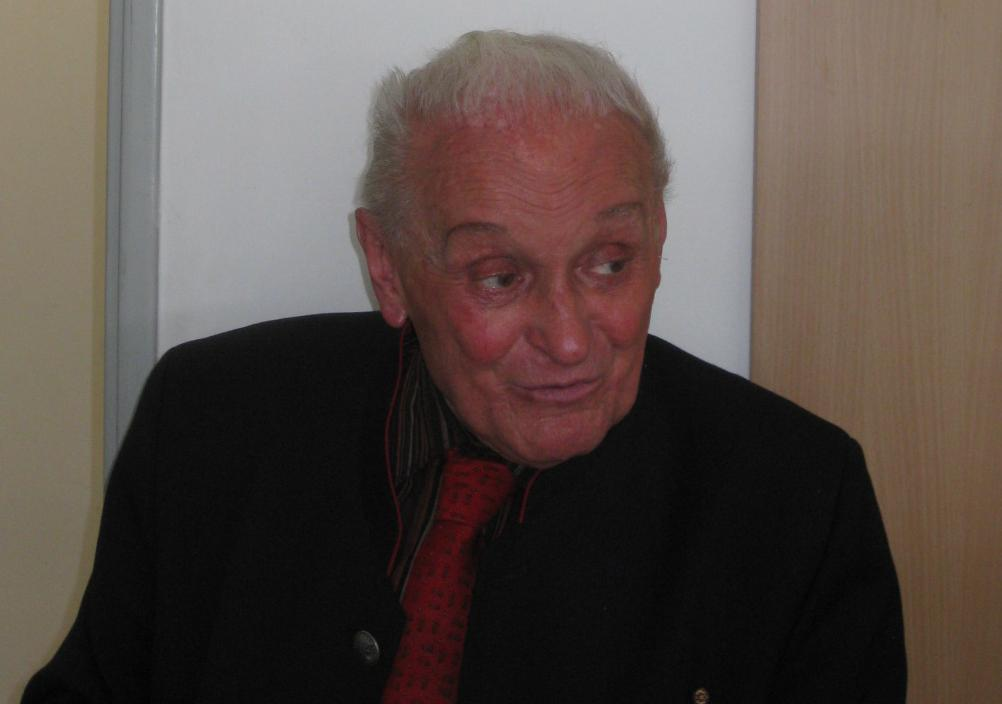
Leopold Pospíšil im Jahr 2011

Leopold Jaroslav Pospíšil (* 26. April 1923 in Olmütz (Olomouc), Tschechoslowakei; † 25. Oktober 2021, New Haven, Connecticut) war ein US-amerikanischer Jurist und Rechtsanthropologe tschechischer Herkunft. Er lehrte als Professor an der Yale University und war von 1980 bis 1984 Vorsitzender der Gesellschaft für Wissenschaft und Kunst.

## Leben
Leopold Pospíšil wurde 1923 in Olmütz (Olomouc) geboren. Er absolvierte das Slawische Gymnasium (Slovanské gymnázium) in Olmütz (1942) und studierte Rechtswissenschaften an der Karls-Universität in Prag. 1948 emigrierte er über ein Flüchtlingslager und wurde Starost (Verwalter) des Exil-Sokol -Kreises von Edvard Beneš (Sokolské župy v exilu dra Edvarda Beneše) in den Flüchtlingslagern in Deutschland und Italien. Anschließend wanderte er in die Vereinigten Staaten aus, wo er auf einer Farm arbeitete, dann Soziologie und Philosophie an der University of Oregon und schließlich Anthropologie an der Yale University in New Haven, Connecticut, studierte. Er hielt Vorlesungen an verschiedenen Universitäten, war von seit 1956 Professor an der Yale University und Kurator der anthropologischen Abteilung des Yale Peabody Museum, letzteres bis zu seiner Pensionierung 1993. Im Jahr 1984 wurde er zum Mitglied der National Academy of Sciences (der amerikanischen Nationalen Akademie der Wissenschaften) ernannt.
Nach 1989 besuchte er häufig die Tschechoslowakei und hielt Vorlesungen in Olmütz sowie an der Philosophischen und der Naturwissenschaftlichen Fakultät der Karls-Universität in Prag.
Pospíšils langjährige Forschungen, vor allem bei den Nunamiut-Inuit in Alaska, den Hopi-Indianern in den USA, den Kapauka in Neuguinea und bei den Tiroler Bauern in Obernberg am Brenner, Österreich, gehören zu den grundlegenden Arbeiten auf dem Gebiet der Rechtsanthropologie. Von besonderer Bedeutung sind seine Entdeckung des "Rechtspluralismus", d. h. eines Zustands, in dem die Menschen in verschiedenen Lebensbereichen von unterschiedlichen Rechtssystemen regiert werden, sowie seine Forschungen über die Natur des Eigentums und sein Interesse an indigenen Volkswirtschaften im Allgemeinen.
Er starb in der amerikanischen Stadt New Haven im Alter von 98 Jahren.
Sein Buch Anthropology of Law (Anthropologie des Rechts) über Recht und Gesellschaft in archaischen und modernen Kulturen gilt als ein Klassiker der Ethnologie.

## Publikationen
- Etnologie práva [Rechtsethnologie]. Praha 1997
- The Kapauku Papuans of West New Guinea. New York 1963 (Case Study in Cultural Anthropology)
- Kapauku Papuan Economy. Yale University Press, New Haven, 1963. Yale University Publication in Anthropology, 67. First edition.
- Anthropology of Law. A Comparative Theory. 1971
  - (dt.) Anthropologie des Rechts. C. H. Beck, München 1982
- (Mitherausgeber) Sprache, Symbole und Symbolverwendungen in Ethnologie, Kulturanthropologie, Religion und Recht. Festschrift für Rüdiger Schott zum 65. Geburtstag. Hrsg. von Werner Krawietz, Pospíšil und Sabine Steinbrich. Duncker & Humblot, 1993, ISBN 3-428-07573-0.
- Paul Bohannan (Hrsg.): Law and Warfare: Studies in the Anthropology of Conflict. The Natural History Press, 1967 - American Museum Sourcebooks in Anthropology (Kapitel/Essays von: Robert Redfield, Leopold Pospisil, Max Gluckman, George Feifer, Laura Nader, Bernard Cohn, R. F. Barton, E. Adamson Hoebel, K. O. L. Burridge, Henry Charles Lea, William J. Tewksbury, Esther Warner, James L. Gibbs, Jr., Spencer MacCallum, Rafael Karsten, John C. Ewers, Keith F. Otterbein, Andrew P. Vayda, Margaret Hasluck und dem Herausgeber)
- Louis C. Faron (1923–2012) and Leopold Pospisil and William S. Laughlin: Death and Fertility Rites of the Mapuche (Araucanian) Indians of Central Chile with Kinship Terminology and Kindred Among the Nunamiut Eskimo in Ethnology, Volume II, Number 2. University of Pittsburgh Press, Pittsburgh, 1963

(vgl. Souborný katalog České republiky)